# 查理·蓋林傑
查爾斯·雷納德·蓋林傑（英語：Charles Leonard Gehringer，1903年5月11日—1993年1月21日），綽號「機器人」，為美國職棒大聯盟的二壘手。生涯19年皆效力於底特律老虎，並於1949年入選名人堂。

## 職業生涯

### 生涯早期
1924年，蓋林傑短暫升上大聯盟，這年他只有出賽5場比賽。隔年他一樣待在小聯盟，只在老虎隊出賽8場比賽。
1926年，蓋林傑迎來了生涯第一個完整球季。這年也是老虎傳奇泰·柯布在老虎的最後一季，蓋林傑說道柯布對他而言就像父親一樣會不吝給他指導。他在這年繳出2成77的打擊率，敲出17支三壘安打。可惜日後蓋林傑與柯布發生不和，蓋林傑後來也說柯布是一位很令人討厭的球員，與他剛認識時完全不同。
也許是受到柯布愛打小球戰術的影響，蓋林傑在這年敲出27支觸擊安打。在柯布離開之後，蓋林傑便再也無法追上此紀錄。

### 嶄露頭角
1927年，老虎隊迎來新教頭George Moriarty。Moriarty也靠著海尼·曼納許、哈利·海爾曼、Lu Blue和Bob Fothergill等子弟兵打出不差的球季。蓋林傑的打擊率為3成17，並得到110分。隔年他更是全勤出賽，打擊率為3成20，並敲出193支安打。最後他在MVP票選拿下第19名。
1929年，蓋林傑的打擊能力似乎更加進化。單季打擊率3成39。跑出27次盜壘成功與106分打點。1926年至1930年間，蓋林傑的打擊率、全壘打數與打點一年都比一年進步。
1931年，蓋林傑的成績稍微下滑。打擊率2成98，並終止了他的連續出賽紀錄。不過隨後兩年，他的打擊率又能來到3成30左右，打點也都成功破百。

### 連兩年世界大賽
1934年，蓋林傑全勤出賽。該年他的打擊率為3成56，敲出217支安打與127分打點。這年老虎隊不僅闖進睽違25年的世界大賽，蓋林傑也在MVP票選中拿下第二名。
當時老虎隊的內野手由漢克·格林伯格、蓋林傑、Billy Rogell與Marv Owen組成，四人合計敲出769支安打，462分打點。除了格林伯格出賽153場比賽之外，其餘三位選手皆達成全勤出賽。
該年的世界大賽由老虎對決紅雀，最後由紅雀4勝3敗拿下世界大賽冠軍。不過蓋林傑在1982年的一場訪談中提到他們的冠軍是被裁判給操弄掉的，因為第6場比賽，米奇·寇克蘭敲出滾地球上壘，裁判Bick Owens卻判定寇克蘭出局。最後老虎隊輸掉比賽，儘管蓋林傑在系列賽繳出3成79的打擊率，球隊最後還是無法奪冠。
1935年，老虎隊再次闖進世界大賽。而他們以4勝2敗打敗小熊隊拿下隊史首冠。該年蓋林傑的打擊率為3成30，並敲出19轟與108分打點。不過他又再次於MVP拿下第二名。那年的世界大賽，蓋林傑依舊表現穩定。打擊率3成75，並打回4分打點。

### 1934年參訪日本
1934年球季結束後，大聯盟組成了一支明星隊造訪日本，這支明星隊包含了貝比·魯斯、盧·賈里格和吉米·法克斯等大咖球星。他們一共與日本隊進行了18場比賽，而大聯盟明星隊以總比分189比39以全勝之姿大勝日本。不過日本隊也竄出了一位明日之星，1934年11月20日，日本派出年僅17歲的高中生澤村榮治先發，結果他先發前7局無失分，甚至還連續三振蓋林傑、魯斯、賈里格和法克斯。雖然最後他被賈里格敲出陽春砲敗下陣來，不過他的表現著實讓大聯盟大吃一驚。蓋林傑也回憶當時每場比賽幾乎座無虛席，就算日本隊常常以大比分落敗，還是有許多粉絲支持他們。

### MVP和打擊王
1936年的老虎隊拿下美聯第二，且落後第一名的洋基隊達19.5場的勝差，不過蓋林傑仍舊打出自己的生涯年。這年他敲出227支安打，長打率5成55。而且他一整年只吞下13次三振，最後他在MVP票選上拿下第四名。
1937年，蓋林傑在這年拿下打擊王，而他也終於拿下年度MVP。這年他的打擊率3成71、上壘率4成58皆為個人新高。
1938年，蓋林傑又打出很棒的一季。這年他的打擊率為3成06，上壘率為4成25。並敲出20轟與113次保送，最後他在MVP票選上拿下第十名。

## 生涯後期

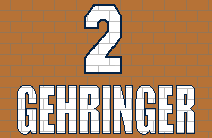
1983年，老虎隊將蓋林傑的2號球衣退休。

1940年，老虎隊再次闖進世界大賽。蓋林傑在系列賽的打擊率為2成14，不過最終老虎輸給紅人。
1941年，蓋林傑因為年紀關係表現逐漸下滑。該年打擊率只剩下2成20，先發二壘手位置也被菜鳥Billy Hitchcock取代。1942年，他加入美軍服役缺席3個球季，最後在1945年遭到釋出。儘管他嘗試復出，但最終仍以失敗收場。
1949年，蓋林傑以85.07%的得票率入選名人堂。

## 晚年
1950年，老虎隊老闆Walter Briggs Sr.邀請蓋林傑擔任球隊總經理，而他也接受這個職位。不過他後來便表示這項工作遠比想像中可怕，他表示自己因為已離開棒球界十餘年了，回到棒球場上任何人都不認識。
1953年至1990年間，蓋林傑曾擔任名人堂資深委員會的成員之一。1983年，老虎隊將他和漢克·格林伯格分別在老虎隊所身穿的2號和5號背號退休。1993年1月21日，蓋林傑因病去世，享壽89歲。
1999年，The Sporting News將其評選為百大傑出棒球員的第46名。同年，運動畫刊發表了一篇叫做「史上最傑出的50名密西根州運動人物」的名單裡，將蓋林傑排在第三名，僅次於喬·路易斯和魔術強森。

## 生涯打擊紀錄
| 出賽次數 | 打席  | 打數 | 得分 | 安打 | 二安 | 三安 | 全壘打 | 打點 | 盜壘 | 保送 | 三振 | 打擊率 | 上壘率 | 長打率 | 守備率 |
| -------- | ----- | ---- | ---- | ---- | ---- | ---- | ------ | ---- | ---- | ---- | ---- | ------ | ------ | ------ | ------ |
| 2323     | 10245 | 8860 | 1775 | 2839 | 574  | 146  | 184    | 1427 | 181  | 1186 | 372  | .320   | .404   | .480   | .976   |

## 外部連結
- 球員資訊和成績在MLB ，ESPN ，Retrosheet ，Baseball Reference ，Baseball Reference (Minors) ，Fangraphs ，The Baseball Cube ，Baseball Almanac （英文）
- 查理·蓋林傑在台灣棒球維基館上的頁面（繁體中文）

| 前任： Sam Chapman | 完全打擊 1939年5月27日 | 繼任： 亞齊·沃恩 |